# Миля
Ми́ля (от лат. mille passus — тысяча двойных шагов римских солдат в полном облачении на марше) — путевая мера для измерения расстояния, введённая в Древнем Риме. Величина древнеримской мили (миллиария) составляла 1482 метра.
Миля применялась в ряде стран в древности, а также во многих современных странах до введения метрической системы мер. В странах с неметрической системой мер миля применяется до настоящего времени. Величина мили различна в различных странах и колеблется от 0,58 км (Египет) до 11,3 км (старонорвежская миля). Ещё в XVIII веке в Европе было 46 различных единиц измерения, называвшихся милями.

## Виды
- Морская миля: 1 миля = длине дуги 1/60° (то есть 1 угловой минуты) земного меридиана = 1852 м. Иногда её называют стандартной морской милей.
- Географическая миля: 1 миля = длине дуги 1/60° (то есть 1 угловой минуты) земного экватора = 1855,3 м.

## Величина мили в различных странах
- Британская и американская (статутная): 1 миля = 8 фурлонгов = 1760 ярдов = 5280 футов = 1609,344 метра (160934,4 сантиметра)[3]. Эта единица длины в настоящее время повсеместно используется в США для измерения длины дорог и скорости. Иногда её называют стандартной сухопутной милей. Шотландская миля использовалась в Шотландии до объединения с Англией. Длина шотландской мили варьировалась в зависимости от региона, но была примерно на 200 м длиннее британской (1809—1814 м).
- Французская сухопутная миля (сухопутное льё): 1 миля = длине дуги (1/25)° земного меридиана = 4,17 русских вёрст = 4444,4 м
- Французская морская миля (морское льё): 1 миля = длине дуги (1/20)° земного меридиана = 3 морских мили = 5555,5 м
- Немецкая и итальянская географическая миля: 1 миля = (1/15)° экватора = 4 международные географические мили = 7420 м
- Датская миля: 1 миля = 7532,48 м
- Норвежская миля: 1 миля = 10 км (с 1889 года; ранее — 11,298 км)
- Шведская миля: 1 миля = 10 км (с 1889 года; ранее — 10,688 км)
- Польская миля[пол.]: 1 миля = 8 вёрст = 8534 м
- Русская миля: 1 миля = 7 вёрст = 7467,6 м